# Pier Janssen
Pieter "Pier" Janssen (ur. 6 września 1956 w Bree) – belgijski piłkarz grający na pozycji ofensywnego pomocnika. Był reprezentantem Belgii.

## Kariera klubowa
Swoją karierę piłkarską Janssen rozpoczął w 1968 roku w juniorach klubu Opitter FC. W 1976 roku został zawodnikiem SK Bree, w którym sezonie 1976/1977 zadebiutował w trzeciej lidze belgijskiej. W 1977 roku przeszedł do pierwszoligowego Waterschei Thor Genk. W sezonie 1977/1978 wygrał z nim rozgrywki drugiej ligi i awansował do pierwszej. W sezonach 1979/1980 i 1981/1982 zdobył z nim dwa Puchary Belgii.
W 1985 roku Janssen został zawodnikiem Anderlechtu i wywalczył z nim dwa mistrzostwa Belgii w sezonach 1985/1986 i 1986/1987 oraz wicemistrzostwo Belgii w sezonie 1988/1989. Zdobył też dwa Puchary Belgii w sezonach 1987/1988 i 1988/1989.
Latem 1989 Janssen przeszedł do KSC Lokeren. Występował w nim do 1991 roku i wtedy też przeszedł do KRC Genk, w którym w 1992 zakończył karierę.
| Sezon   | Klub                 | Kraj   | Rozgrywki     | Mecze | Gole |
| ------- | -------------------- | ------ | ------------- | ----- | ---- |
| 1976/77 | SK Bree              | Belgia | Derde klasse  | ?     | ?    |
| 1977/78 | Waterschei Thor Genk | Belgia | Tweede klasse | ?     | ?    |
| 1978/79 | Waterschei Thor Genk | Belgia | Eerste klasse | 30    | 1    |
| 1979/80 | Waterschei Thor Genk | Belgia | Eerste klasse | 28    | 7    |
| 1980/81 | Waterschei Thor Genk | Belgia | Eerste klasse | 34    | 9    |
| 1981/82 | Waterschei Thor Genk | Belgia | Eerste klasse | 32    | 6    |
| 1982/83 | Waterschei Thor Genk | Belgia | Eerste klasse | 34    | 10   |
| 1983/84 | Waterschei Thor Genk | Belgia | Eerste klasse | 27    | 6    |
| 1984/85 | Waterschei Thor Genk | Belgia | Eerste klasse | ?     | ?    |
| 1985/86 | RSC Anderlecht       | Belgia | Eerste klasse | 9     | 1    |
| 1986/87 | RSC Anderlecht       | Belgia | Eerste klasse | 34    | 6    |
| 1987/88 | RSC Anderlecht       | Belgia | Eerste klasse | 20    | 3    |
| 1988/89 | RSC Anderlecht       | Belgia | Eerste klasse | 3     | 0    |
| 1989/90 | KSC Lokeren          | Belgia | Eerste klasse | 16    | 4    |
| 1990/91 | KSC Lokeren          | Belgia | Eerste klasse | 28    | 2    |
| 1991/92 | KSC Lokeren          | Belgia | Eerste klasse | 11    | 1    |
| 1991/92 | KRC Genk             | Belgia | Eerste klasse | 2     | 0    |

## Kariera reprezentacyjna
W reprezentacji Belgii Janssen zadebiutował 19 listopada 1986 w zremisowanym 1:1 meczu eliminacjach do Euro 88 z Bułgarią, rozegranym w Brukseli i w debiucie strzelił gola. Od 1986 do 1987 rozegrał w kadrze narodowej 3 mecze i strzelił 1 gola.